# Ibán Yarza
Ibán Yarza Herrero (Zaragoza, 1974) es un autor, periodista y traductor, así como panadero, reconocido por sus divulgación sobre la panadería casera y la cultura del pan en España. Ha publicado en libros, en periódicos y en la web. En la actualidad se dedica también a dar cursos sobre el arte de hacer pan. También ha traducido la edición española del libro Hecho a mano (2010) de Dan Lepard, uno de los panaderos más reconocidos de Europa.
Se considera parte de la nueva ola española de panadería moderna, junto con Xavier Barriga, Anna Bellsolà,  Beatriz Echeverría, Xevi Ramon, etc., todos ellos panaderos y divulgadores que en la última década han redescubierto a España su propia tradición panadera.

## Biografía
Nació en Zaragoza en 1974, pero se ha criado en Bilbao. Allí estudió periodismo y en Barcelona estudió traducción. También ha sido guía turístico en varios lugares, entre ellos el Guggenheim de Bilbao, funcionario, o colaborador de la web científica AlphaGalileo (UK), entre otras muchas profesiones, aunque en la actualidad se dedica principalmente a la divulgación de la tradición panadera que la sociedad española perdió tras la industrialización. También colaboró por un tiempo en una granja ecológica WWOOF en Suecia.
Yarza se inició en el mundo de los panes caseros durante su estancia en Londres en 2005. Divulga sobre alimentación en su blog ¿Te quedas a cenar?, así como sobre pan en su otro blog La memoria del pan. También gestiona un foro para panaderos de todo el mundo, llamado El Foro del pan. En 2013 publicó Pan casero, un best-seller clasificado como «el libro sobre pan más vendido en España». Desde 2015 participa en el programa Robin Food, atracón a mano armada del canal ETB2, dirigido por el chef vasco David de Jorge.
Entre 2016 y 2017 recorrió las cincuenta provincias de España «documentando, en cientos de entrevistas y más de cincuenta mil fotografías, las distintas maneras de hacer de los panaderos» y fruto de este trabajo de campo surge su segundo libro, Pan de pueblo.

## Publicaciones
- Yarza, Ibán (2013). Pan casero (1ª edición). Ediciones Larousse. ISBN 978-607-2107-59-5. Consultado el 13 de septiembre de 2021.
- Yarza, Ibán (2017). Pan de pueblo: recetas e historias de los panes y panaderías de España (1ª edición). Editorial Grijalbo. ISBN 978-84-16895-40-3. OCLC 1016157456. Consultado el 9 de septiembre de 2021.
- Yarza, Ibán (2019). 100 recetas de pan de pueblo: ideas y trucos para hacer en casa panes de toda España (1ª edición). Editorial Grijalbo. ISBN 84-17338-64-0. OCLC 1128195689. Consultado el 13 de septiembre de 2021.